# Руди Крол
Рудолф Йозеф „Рюд“ Крол (на нидерландски: Rudolf Jozef "Ruud" Krol), в България по-популярен под името Руди Крол е нидерландски футболист и треньор по футбол, един от най-ярките представители на тоталния футбол наложен от Аякс в началото на 70-те години. Универсален защитник, играе еднакво добре както либеро и краен бранител. От 2008 година води южноафриканския Орландо Пайрътс.

## Състезателна кариера
Руди Крол започва своята футболна кариера при Ринус Михелс в Аякс (Амстердам) и прекарва почти цялата си кариера играейки за великия клуб от Амстердам. Той е основен футболист и капитан на един от най-добрите отбори в европейския клубен футбол. Воденият от него отбор на Аякс печели 7 пъти шампионата на Холандия, 4 пъти купата на страната, 3 пъти Купата на европейските шампиони, 2 пъти Суперкупата на Европа и веднъж Междуконтиненталната купа. От всичките тези трофеи Крол не взима участие единствено във финалната среща за КЕШ през 1971 г.срещу Панатинайкос заради счупен крак. Руди Крол е последният футболист от „златното“ поколение на Аякс, който напуска отбора. През 1980 г. след прекарани 12 сезона в клуба, изиграни над 339 мача и отбелязани 23 гола той преминава в канадския Ванкувър Уайткапс. За канадците изиграва 14 срещи и става шампион на страната. Следващия сезон Крол се завръща в Европа, където в продължение на 4 сезона носи екипа на италианския Наполи и 2 за състава на Кан в Лига 2 на Франция, където приключва своята състезателна кариера.

## Национален отбор
Руди Крол прави своя дебют за националния отбор на Холандия на 5 ноември 1969 г. при домакинската загуба с 0:1 от Англия и играе за него през следващите 14 години. На Световното първенство в Германия през 1974 Крол играе във всяка минута от всичките 7 мача и отбелязва гол за разгромната победа над Аржентина с 4:0. В последния мач от груповата фаза спечелен с 4:1 срещу България Руди Крол си бележи автогол след страхотно центриране на Георги Денев. На Световното първенство в Аржентина през 1978 Крол е избран за капитан на „лалетата“ от треньора Ернст Хапел и достига до втори пореден финал на който Холандия и Крол не могат да спрат Аржентина и звездата им Марио Кемпес и доамкините печелят с 3:1 след продължения. Крол е наричан „железния“ не само заради това че е стабилен и твърд в отбрана, но и заради това че кариерата му продължава изключително дълго. Рекордът му за най-много участия в националния отбор 83 на брой стои цели 21 години, подобрен чак през 2000 г. от Арон Винтер.

## Треньорска кариера
Треньорската кариера на Крол е свързана с белгийския Мехелен, швейцарския Сервет, но най-големите си успехи постига в Египет. С отбора на Замалек печели последователно Шампионска лига на КАФ, Суперкупа на КАФ, Афро-азиатска купа и Купата на Египет. За кратко води и Националния отбор на Египет. След Европейското първенство през 2000 г. Руди Крол е назначен за помошник на Луис ван Гаал в националния отбор на Холандия, а от 2002 е помошник на Роналд Куман в Аякс. През 2005 г. за кратко е временен наставник на Аякс, а по-късно и до края на сезона е помощник на новоназначения Дани Блинд. От 2006 г. води за по един сезон първоначално френския Аячо, а на следващата година отново египетския Замалек. От 2008 година води южноафриканския Орландо Пайрътс.

## Успехи

### Състезател
Аякс
- Шампион на Холандия (7): 1968, 1970, 1972, 1973, 1977, 1979, 1980
- Купа на Холандия (4): 1970, 1971, 1972, 1979
- Шампионска лига (3): 1971, 1972, 1973
- Суперкупа на УЕФА (2): 1972, 1973
- Междуконтинентална купа (1): 1972

 Ванкувър Уайткапс
- Шампион на Канада (1): 1981

 Холандия
- Световен вицешампион (2): Германия 1974 и Аржентина 1978
- Бронзов медалист – Евро 76

### Треньор
Замалек
- Шампионска лига на КАФ (1): 1996
- Суперкупа на КАФ (1): 1997
- Афро-азиатска купа (1): 1997
- Купа на Египет (1): 1999